# 비밀남녀 (KBS Joy)
비밀남녀는 KBS Joy의 텔레비전 프로그램이다.